# Șimișna
Șimișna (en hongrois Semesnye) est une commune roumaine du județ de Sălaj, dans la région historique de Transylvanie et dans la région de développement du Nord-ouest.

## Géographie
La commune de Șimișna est située au nord-est du județ, à la limite avec le județ de Cluj, dans les collines de Șimișna-garbou, sur le plateau de Someș, à 40 km de Dej et à 85 km au nord-est de Zalău, le chef-lieu du județ.
La municipalité est composée des deux villages suivants (population en 2002) :
- Hășmaș (414) ;
- Șimișna (1 023), siège de la commune.

## Histoire
La première mention écrite de la commune date de 1314, sous le nom de Kisscemesnye.
La commune, qui appartenait au royaume de Hongrie, faisait partie de la principauté de Transylvanie et elle en a donc suivi l'histoire.
Après le compromis de 1867 entre Autrichiens et Hongrois de l'empire d'Autriche, la principauté de Transylvanie disparaît et, en 1876, le royaume de Hongrie est partagé en comitats. Șimișna intègre le comitat de Szolnok-Doboka (Szolnolk-Dobogamegye).
À la fin de la Première Guerre mondiale, l'Empire austro-hongrois disparaît et la commune rejoint la Grande Roumanie et le județ de Someș,disparu depuis et dont le chef-lieu était la ville de Dej.
En 1940, à la suite du deuxième arbitrage de Vienne, elle est annexée par la Hongrie jusqu'en 1944, période durant laquelle sa communauté juive est exterminée par les nazis. Elle réintègre la Roumanie après la Seconde Guerre mondiale. En 1968, à l'occasion de la réorganisation administrative du pays, la commune intègre le județ de Sălaj dont elle fait partie de nos jours. En 2004, les deux villages de Șimișna et Hășmaș quittent la commune de Rus pour former une nouvelle commune.

## Politique
| Parti | Parti                        | Sièges |
| ----- | ---------------------------- | ------ |
|       | Parti social-démocrate (PSD) | 7      |
|       | Parti national libéral (PNL) | 2      |

## Démographie
En 1910, à l'époque austro-hongroise, les deux villages de Șimișna et Hășmaș comptaient 2 360 Roumains (92,80 %) et 154 Hongrois (6,06 %).
En 1930, on dénombrait 2 428 Roumains (93,42 %), 38 Hongrois (1,46 %), 99 Juifs (3,81 %) et 40 Tsiganes (1,54 %).
En 2002, les deux villages de Șimișna et Hășmaș comptaient 1 382 Roumains (96,17 %), 1 Hongrois (0,07 %) et 54 Tsiganes (3,76 %). On comptait à cette date 606 ménages.
| 1850  | 1880  | 1900  | 1910  | 1920  | 1930  | 1941  | 1956  | 1966  |
| ----- | ----- | ----- | ----- | ----- | ----- | ----- | ----- | ----- |
| 1 989 | 1 944 | 2 339 | 2 543 | 2 434 | 2 599 | 2 724 | 2 904 | 2 799 |

| 1977  | 1992  | 2002  | 2007  | - | - | - | - | - |
| ----- | ----- | ----- | ----- | - | - | - | - | - |
| 2 415 | 1 620 | 1 437 | 1 305 | - | - | - | - | - |

## Économie
L'économie de la commune repose sur l'agriculture, l'élevage et la transformation du bois (fabrication de meubles).

## Communications

### Routes
- Șimișna est située sur la route régionale DJ106S qui mène au nord vers Rus et la vallée de la Someș et au sud vers le village de Hășmaș et le județ de Cluj.